# داستين كيربي
داستين كيربي (بالإنجليزية: Dustin Kirby)‏ (12 ديسمبر 1984 في الولايات المتحدة - ) هو لاعب كرة قدم أمريكي في مركز الدفاع. لعب مع ريال سالت ليك وCleveland Internationals ‏.

## وصلات خارجية
- داستين كيربي على موقع الدوري الأمريكي (الإنجليزية)
- داستين كيربي على موقع قاعدة بيانات كرة القدم.إي يو (الإنجليزية)